# Paweł Sikora (antropolog)
Paweł Sikora (7. června 1912 Návsí – 7. října 2002 Krakov) byl polský antropolog a vysokoškolský učitel.
Působil na Jagellonské univerzitě, kde v letech 1976–1982 vedl katedru antropologie. Byl činný i v Polské akademii věd.
Je pohřben na evangelickém hřbitově ve Skočově.